# Dorotheanthus ulularis
Dorotheanthus ulularis là một loài thực vật có hoa trong họ Phiên hạnh. Loài này được Brusse mô tả khoa học đầu tiên năm 1996.